# Mastigodiaptomus nesus
Mastigodiaptomus nesus is een eenoogkreeftjessoort uit de familie van de Diaptomidae. De wetenschappelijke naam van de soort is voor het eerst geldig gepubliceerd in 1986 door Bowman.